# Francis Aston
Francis William Aston (Birmingham, 1 de septiembre de 1877 - Londres, 20 de noviembre de 1945) fue un físico, químico y profesor universitario inglés galardonado con el premio Nobel de Química por el descubrimiento de un gran número de isótopos no radioactivos mediante un espectrógrafo de masas.

## Biografía
En 1903 obtuvo una beca para estudiar en la Universidad de Birmingham. En 1909 se trasladó al Laboratorio Cavendish en Cambridge, invitado por Joseph John Thomson, donde trabajó en la identificación de los isótopos del neón e investigó las descargas eléctricas en tubos de baja presión.
Posteriormente fue profesor en el Trinity College de Cambridge y en 1921 ingresó en la Royal Society y en 1935 fue elegido presidente del Comité Atómico Internacional.

## Investigaciones científicas
Volvió a estos estudios tras la I Guerra Mundial en 1919, e inventó un espectrógrafo de masas que le permitió descubrir, a causa de las diferencias de masa, un cierto número de isótopos en elementos no radiactivos, que le permitieron identificar no menos de 212 de los 287 isótopos naturales.
En 1922 fue galardonado con el premio Nobel de Química por el descubrimiento de un gran número de isótopos no radioactivos mediante un espectrógrafo de masas.
Entre sus obras se encuentran Isotopes (1922) y Mass-Spectra and Isotopes (1933).

## Reconocimientos
- Fue galardonado en 1922 con la medalla Hughes, concedida por la Royal Society «por su descubrimiento de los isótopos de un gran número de elementos por el método de los rayos positivos».[3]

- En su honor se bautizó el cráter lunar Aston.[4]